# Tim Rice-Oxley
Tim Rice-Oxley, właśc. Timothy James Rice-Oxley (ur. 2 czerwca 1976 w Oksfordzie) – współzałożyciel alternatywno-rockowej grupy Keane, pianista, basista, kompozytor, autor tekstów.

## Życie i kariera zawodowa
Urodził się w rodzinie Margaret i Charlesa Patricka Rice-Oxley. Chodził do Tonbridge School w Kent wraz z najbliższymi przyjaciółmi, Richardem Hughesem i Tomem Chaplinem. Matki Rice-Oxleya i Chaplina zostały koleżankami, ponieważ brat Tima – Tom, urodził się zaraz po Chaplinie.
Już jako nastolatek uczęszczał na lekcje gry na pianinie, jednak szybko zaniechał dalszych prób, uważając, że gra na pianinie wiąże się z utworami klasycznymi, które z kolei uważał za nudne. Niedługo potem okazało się jednak, że Tim zainspirowany dokonaniami The Beatles sam zaczął próbować własnych sił. W późniejszym okresie dawał nawet lekcje gry na tym instrumencie Tomowi Chaplinowi.
W roku 1994 rozpoczął studia z zakresu „klasyki” na University College w Londynie, gdzie Hughes studiował geografię. W tym okresie założył zespół wraz ze swoim dawnym kolegą i gitarzystą, Dominickiem Scottem. Do zespołu po niedługim czasie dołączył Richard Hughes, który zajął miejsce perkusisty.
W 1997 roku Rice-Oxley przekonał członków zespołu do zaakceptowania nowego członka – Toma Chaplina. W tym roku powstała również nazwa formacji – Keane.